# Hahnia leopoldi
Hahnia leopoldi är en spindelart som beskrevs av Robert Bosmans 1982. Hahnia leopoldi ingår i släktet Hahnia och familjen panflöjtsspindlar.
Artens utbredningsområde är Kamerun. Inga underarter finns listade i Catalogue of Life.